# Marthemont
Marthemont és un municipi francès situat al departament de Meurthe i Mosel·la i a la regió del Gran Est. L'any 2007 tenia 36 habitants.

## Demografia

### Població
El 2007 la població de fet de Marthemont era de 36 persones. Hi havia 12 famílies, de les quals 4 eren unipersonals (4 homes vivint sols), 4 parelles amb fills i 4 famílies monoparentals amb fills.
La població ha evolucionat segons el següent gràfic:
Habitants censats

### Habitatges
El 2007 hi havia 20 habitatges, 15 eren l'habitatge principal de la família, 2 eren segones residències i 3 estaven desocupats. 18 eren cases i 2 eren apartaments. Dels 15 habitatges principals, 13 estaven ocupats pels seus propietaris i 2 estaven llogats i ocupats pels llogaters; 3 tenien tres cambres i 12 en tenien cinc o més. 12 habitatges disposaven pel capbaix d'una plaça de pàrquing. A 5 habitatges hi havia un automòbil i a 10 n'hi havia dos o més.

### Piràmide de població
La piràmide de població per edats i sexe el 2009 era:
| Homes | Edats   | Dones |
| ----- | ------- | ----- |
| 0     | 95 o +  | 0     |
| 0     | 90 a 94 | 0     |
| 0     | 85 a 89 | 0     |
| 0     | 80 a 84 | 0     |
| 0     | 75 a 79 | 0     |
| 0     | 70 a 74 | 0     |
| 0     | 65 a 69 | 0     |
| 0     | 60 a 64 | 0     |
| 0     | 55 a 59 | 0     |
| 4     | 50 a 54 | 0     |
| 0     | 45 a 49 | 0     |
| 0     | 40 a 44 | 0     |
| 0     | 35 a 39 | 4     |
| 8     | 30 a 34 | 4     |
| 0     | 25 a 29 | 0     |
| 0     | 20 a 24 | 0     |
| 0     | 15 a 19 | 0     |
| 0     | 10 a 14 | 0     |
| 4     | 5 a 9   | 0     |
| 4     | 0 a 4   | 4     |

## Economia
El 2007 la població en edat de treballar era de 27 persones, 21 eren actives i 6 eren inactives. De les 21 persones actives 20 estaven ocupades (10 homes i 10 dones) i 1 aturada (1 home). De les 6 persones inactives 1 estava jubilada i 5 estaven classificades com a «altres inactius».

## Poblacions més properes
El següent diagrama mostra les poblacions més properes.